# Johanna Martens
Johanna Martens, född 1818, död efter 1839, var en nederländsk brottsling. Hon är känd som det sista exemplet på fenomenet kvinnor som klädde ut sig till män för att tjänstgöra i armén i Nederländerna. 
Martens var piga hos en köpman i Amsterdam. Hon blev förälskad i en infanterist, och såväl hennes familj som arbetsgivare motsatte sig förhållandet. När mannen lämnade staden med sitt regemente, klädde hon ut sig till man och gav sig av efter honom för att ta tjänst i hans regemente för att vara nära honom. På vägen dit arresterades hon för stöld och avslöjades. Fallet blev omskrivet för sina romantiska omständigheter, och försvaret framhöll att hon hade blivit förledd av kärlek. Hon dömdes till fyra års fängelse. 